# Hartmut Tautz
Hartmut Tautz (* 10. Februar 1968 in Plauen; † 9. August 1986 in Bratislava, Tschechoslowakei) war ein Todesopfer an der tschechoslowakisch-österreichischen Grenze.

## Leben
Der in Magdeburg lebende Hartmut Tautz war Sohn eines Zahnarztes und wollte Musik studieren, was ihm wegen der bürgerlichen Herkunft seines Vaters jedoch verwehrt wurde. Daher entschloss er sich nach dem Abitur zur Flucht in die Bundesrepublik, wofür er den Weg über die tschechoslowakisch-österreichische Grenze wählte. Am Abend des 8. August 1986 versuchte er in Petržalka, die Grenze Richtung Kittsee zu überqueren. Grenzsoldaten entdeckten ihn jedoch und ließen ihre Hunde auf Tautz los, der schwere Bisswunden an Kopf und Beinen davon trug. Erst nach längerer Zeit wurde er ins Militärkrankenhaus Bratislava gebracht, wo er am 9. August um 1:15 Uhr starb.
Im August 2016 wurde am Ort seiner gescheiterten Flucht ein Denkmal für ihn enthüllt.
Im März 2017 wurde Tautz vom Bezirksgericht Bratislava rehabilitiert. Mit dem Urteil erhielt die Familie die Möglichkeit, eine Entschädigung einzuklagen.
Im April 2023 begann in Prag der Prozess gegen Vratislav Vajnar, der von 1983 bis 1988 Innenminister der damaligen Tschechoslowakei (CSSR) war. Gegenstand des Prozesses war der Tod von Hartmut Tautz sowie von Johann Dick, der 1986 auf bundesdeutschem Gebiet von CSSR-Grenzsoldaten irrtümlich erschossen wurde. Der Prozess endete jedoch ergebnislos, da Vajnar im Juni 2023 starb.